# کوته دائوشویلی
کوته دائوشویلی (گرجی: კონსტანტინე (კოტე) დავითის ძე დაუშვილი؛  زادهٔ ۱۹ مارس ۱۹۰۹ یا ۱۶ مهٔ ۱۹۰۹ - درگذشته ۵ ژوئیهٔ ۱۹۸۰) بازیگر سینما اهل گرجستان بود.

## زندگی‌نامه
وی در ۱۶ مهٔ ۱۹۰۹ یا ۱۹ مارس ۱۹۰۹ در باکو به دنیا آمد . وی همچنین برنده جوایزی همچون هنرمند مردمی ارمنستان شوروی و هنرمند مردمی گرجستان شوروی شد. وی در ۵ ژوئیهٔ ۱۹۸۰ در سن ۷۱ سالگی درگذشت

## گزیده فیلم‌شناسی
- درخت آرزو
- میمینو
- ستاره امید